# 宣工社
株式会社宣工社（せんこうしゃ、Senkosha Co., Ltd）は、埼玉県所沢市に本社を置き、各種印刷物の発送代行などを手掛けている日本の企業。ハクバ写真産業の100％子会社。

## 概要
ダイレクトメールや各種印刷物、金券の発送代行や、それに関連した軽作業を手掛けている。
1970年12月に有限会社宣工社として旧社が設立され、1976年12月に株式会社へ改組。印刷業者や出版社を得意先とし、ダイレクトメールや各種印刷物、金券の発送代行の他にも、顧客から預かる商品の検品、ロット管理、保管業務などの物流代行事業も手掛け、2016年9月期には約9億4500万円の売上があった。
しかし、2013年以降に進出したメディア事業、化粧品・医薬部外品物流事業が不振に陥り、主力事業であった印刷物発送代行事業も受注が減少。これを受けて旧社は拡販に乗り出し、その結果2019年9月期の売上は約11億5400万円までに拡大した一方で、約1億2100万円の最終赤字となったと同時に、債務超過に転落した。
業績悪化を受け、取引金融機関はM&Aの相手先を探すことになり、写真用品を手掛けているハクバ写真産業が事業譲受に名乗りを上げることになった。ハクバ写真産業は旧社の事業を譲受する新会社として、2020年8月21日に株式会社宣工社（以下新社）を設立。新社は同年10月1日付で各種印刷物の発送代行事業を旧社から譲受した。新社はメディア事業、化粧品・医薬部外品物流事業は継承しない。新社の本社は旧社と同じ所沢市に置かれるが、登記上の本店はハクバ写真産業本社と同じ東京都墨田区に置かれる。
旧社は2021年4月15日に解散を決議。同年7月13日にさいたま地方裁判所川越支部から特別清算開始決定を受けた。旧社の負債総額は12億円。

## 事業所
- 本社・工場 - 埼玉県所沢市本郷1118-06
- 美原センター - 埼玉県所沢市美原町4-2980

## 沿革

### 旧：宣工社
- 1970年12月1日 - 東京都練馬区にて有限会社宣工社として設立。
- 1976年12月 - 株式会社へ改組。
- 1985年 - 埼玉県大井町に埼玉メーリングセンターを開設。
- 1989年 - 埼玉県所沢市に所沢メーリングセンターを開設。
- 2000年 - 埼玉県所沢市に新本社屋並びに新工場が完成し、本社を所沢市へ移転。
- 2015年8月 - VaZZoo（バズー）インターネットTVを開設し、メディア事業へ進出[4]。
- 2018年3月 - 化粧品・医薬部外品専門の物流加工センターを埼玉県川越市に開設[5]。
- 2020年10月1日 - ハクバ写真産業が設立した株式会社宣工社（新社）へ各種印刷物の発送代行事業のみを譲渡して事業停止。
- 2021年
  - 4月15日 - 株主総会において解散を決議。
  - 7月13日 - さいたま地方裁判所川越支部から特別清算開始決定を受ける。

### 新：宣工社
- 2020年
  - 8月21日 - ハクバ写真産業が株式会社宣工社（旧社）の各種印刷物の発送代行事業を譲受する新会社として、株式会社宣工社（新社）を設立。
  - 10月1日 - 株式会社宣工社（旧社）の各種印刷物の発送代行事業を譲受して事業開始。